# 桥上镇
桥上镇，是中华人民共和国山西省临汾市翼城县下辖的一个乡镇级行政单位。

## 行政区划
桥上镇下辖以下地区：
桥上村、东白驹村、下交村、良狐村、上交村、庄里村、刘王沟村、大阳院村、黄家垣村、王良村和捍庄村。